# Yantis
Yantis est une municipalité américaine du comté de Wood, au Texas. Au recensement des États-Unis de 2010, Yantis comptait 388 habitants.